# فيلهلمينه فون هيلرن
فيلهلمينه فون هيلرن (11 مارس 1836 ميونيخ - 15 ديسمبر 1916 أشاو إم كيمغاو) كانت ممثلة وروائية ألمانية. و لقت حتفها بمرض السرطان سنة 1916.
كانت ابنة الروائية شارلوته بيرش بفايفر. نشأت في برلين، وأصبحت ممثلة في غوتا (1854)، وتزوجت من الفقيه البارز فون هيلرن في فرايبورغ إم برايسغاو عام 1857. توفي زوجها في 8 ديسمبر 1882. بعد ذلك، عاشت بشكل رئيسي في أوبر أوبرأميرغاو وتوتزينغ.
ومن أعمالها:
1. الحياة المزدوجة (رواية في جزأين 1865).
2. طبيب الروح (رواية في أربعة اجزاء 1969).
3. مساء الخير (مسرحية في فصل واحد 1873).
4. عيون الحب (مسرحية 1878).]]
5. زهور في المقبرة (أقصوصة 1883).
6. الأقوى (رواية 1901)
7. عبد الحرية (رواية في ستة احزاء 1903).

## روابط خارجية
- فيلهلمينه فون هيلرن على موقع IMDb (الإنجليزية)
- فيلهلمينه فون هيلرن على موقع قاعدة بيانات الفيلم (الإنجليزية)
- فيلهلمينه فون هيلرن على موقع كينوبويسك (الروسية)